# ابن الهائم
احمد بن محمد سُلَمی شهرت‌یافته ابن الهائِم (۱۳۹۷-۱۴۸۲م) (نسب کامل: شهاب‌الدین ابوالعباس احمد بن محمد بن علی بن محمد بن الهائم سُلَمی منصوری) شاعر مصری بود.

## زندگی
ابن الهائم در ۱۳۹۷/ ۷۹۹ در منصوره مصر زاده شد، از این رو به منصوری نیز شهرت یافت. نسبش به عباس بن مرداس می‌رسد که از این رو، سُلَمی‌نسب است. در سال ۱۴۲۲/ ۸۲۵ به قاهره رفت و نزد قاضی، شرف‌الدین عیسی اقفهسی درس خواند. سپس الفیه را نزد شمس‌الدین جندی و نحو را پیش شمس‌الدین قرشی (پیشوای مدرسه شیخونیه) خواند. از زرکشی نیز حدیث شنید. پس از این، مقامی در مدرسهٔ شیخونیه گرفت. ابن هائم در جمادی‌الثانی ۸۸۷/ ژوئیه یا اوت ۱۴۸۲ در قاهره درگذشت.